# 单王乡
单王乡，是中华人民共和国安徽省六安市裕安区下辖的一个乡镇级行政单位。

## 行政区划
单王乡下辖以下地区：
街道社区、郭店村、双桠村、荣店村、太平村、张集村、汤楼村、梁泊村、张祠村、前楼村、福和村、宁沟村、王拐村、东湾村、胡台村、张湾村和王楼村。